# 中国社会科学院拉丁美洲研究所
中国社会科学院拉丁美洲研究所是中华人民共和国的一家拉丁美洲问题研究机构，成立于1961年7月，是中国社会科学院的直属研究单位。